# Schlusspunkt (Film)
Schlusspunkt (internationaler Titel Point of No Return) ist ein deutscher Kurzfilm der Regisseurin Stephanie Olthoff aus dem Jahr 2012. Der Film ist eine Koproduktion zwischen dem Bayerischen Rundfunk und der Hochschule Macromedia. In der Hauptrolle spielt Stefanie von Poser eine Frau, die sich aus ihrer von Gewalt geprägten Ehe befreien möchte.
Seine Uraufführung feierte der Film auf den 46. Internationalen Hofer Filmtagen.

## Inhalt
Die völlig aufgelöste Sara Felber erscheint auf dem Polizeirevier und möchte ihren Mann wegen häuslicher Gewalt anzeigen. Als dieser dann auf das Polizeirevier geholt wird berichtet dieser von der Therapie, die seine Frau absolviert und dass sie sich vieles nur einbilde. Es steht also Aussage gegen Aussage. Da der Ehemann vernünftig erscheint dürfen beide Personen das Revier zusammen verlassen. Die Frau jedoch weigert sich vehement. Zum Schluss zeigt sie, zur Verwunderung der Beamten, blaue Flecken auf ihrem Körper.

## Produktion
Der Film ist eine Koproduktion zwischen dem Bayerischen Rundfunk und der Hochschule Macromedia und erhielt die Nachwuchsförderung des FilmFernsehFonds Bayern.

## Auszeichnungen
- Jurypreis des Präventionsrates MTK-Kreis bei den Shorts at Moonlight.[2]
- „Best short film“ beim STEPS International Film Festival in Kharkiv, Ukraine.
- Finalist im Wettbewerb um den Publikumspreis beim Filmfestival ContraVision.
- Nominierung „Best foreign language film“ bei den Winter Film Awards in New York, USA.
- Nominierung „Best student film“ bei den Winter Film Awards in New York, USA.
- Nominierung „Best actress“ bei den Winter Film Awards in New York, USA.
- Nominierung „Publikumspreis Kurzfilm“ bei den Biberacher Filmfestspielen
- Nominierung „Publikumspreis“ beim Filmfest Weiterstadt

## Festivals
- 46. Internationale Hofer Filmtage (2012 / Hof, Deutschland)[3]
- Filmfestival Max-Ophüls-Preis (2012 / Saarbrücken, Deutschland)[4]
- Biberacher Filmfestspiele (2013 / Biberach, Deutschland)
- Winter Film Awards (2015 / New York, USA)
- Abu Dhabi Heritage Film Festival (2013 / Abu Dhabi)
- FICMEC Beirut International Student Film Festival (2014 / Beirut, Libanon)
- TAU Tel Aviv International Student Film Festival (2013 / Tel Aviv, Israel)
- Fresh Wave – Hong Kong International Film Festival (2013 / Hong Kong)
- Motovun Film Festival (2013 / Motovun, Kroatien)
- STEPS International Film Festival (2013 / Kharkiv, Ukraine)
- Ciné Tapes Rouge Film Festival (2013 / Montréal, Kanada)
- Filmkunstfest Mecklenburg-Vorpommern (2013 / Schwerin, Deutschland)
- International Human Rights Film Festival Albania (2013 / Tirana, Albanien)
- Fünf-Seen-Filmfestival (2013 / Starnberg, Deutschland)
- Molodist International Film Festival (2013 / Kiew, Ukraine)
- Landshuter Kurzfilmfestival (2013 / Landshut, Deutschland)

## TV-Ausstrahlungen
- BR-Kurzfilmnacht „Liebesduelle“ am 4. Juni 2013 im Bayerischen Rundfunk[5]
- „Die lange Nacht des kurzen Films“ am 16. November 2013 im rbb Berlin-Brandenburg[6]
- Abendprogramm ARD-alpha am (30. August 2014)
- BR-Kurzfilmnacht „Wut im Bauch“ am 8. Juli 2015 im Bayerischen Rundfunk[7]
- BR-Telekolleg zum Thema „Wie interpretiere ich eine Filmgeschichte?“[8]